# Thérèse Schwartze
Thérèse Schwartze, gift van Duijl (født 20. december 1851 i Amsterdam, død 23. december 1918 sammesteds) var en hollandsk malerinde, datter af Johan Georg Schwartze.
Thérèse Schwartze var elev af faderen, uddannede sig videre i München under Max og Lenbach og i Paris (Henner, Bonnat). Hendes portrætter (selvportræt Uffizi, dronningerne Emma og Vilhelmine af Nederlandene, præsident Kruger, mange dameportrætter i pastel) og genrestykker har gjort ikke ringe lykke og ofte skaffet hende medaljer (1. klasses medalje i München 1901); særlig viser hun fremragende dygtighed (og stor koloristisk kraft) i sine studier af kvinder og børn; Børnehjemmets små synger salmer (1889), Lutherske nadverbørn i Amsterdam (1894), Gud er de forældreløses moder etc. I Amsterdams Museum ses Tre forældreløse (1885), Han kommer! (1883), Pigehoved, Joubert m. v., i museet i Rotterdam Maagdenhuis; andre i Mesdag-museet i Haag m. v.